# Liste der denkmalgeschützten Objekte in Rabí
Grundlage dieser Liste der denkmalgeschützten Objekte in Rabí ist die ÚSKP-Liste (Ústřední seznam kulturních památek České republiky, deutsch Zentrale Liste der Kulturdenkmäler der Tschechischen Republik), die von der tschechischen Denkmalschutzbehörde NPÚ (Národní památkový ústav, deutsch Nationale Denkmalbehörde) seit 1987 geführt wird und an die seit dem Jahr 1850 geschaffenen Listen anschließt.

## Denkmalgeschützte Objekte nach Ortsteilen

### Rabí
| Lage                                                                                    | Objekt                                              | Beschreibung | ÚSKP-Nr.                  | Bild                                                |
| --------------------------------------------------------------------------------------- | --------------------------------------------------- | --- | ------------------------- | --------------------------------------------------- |
| Rabí, Rabí 54, auf dem felsigen Abhang des Hügels (Standort)                            | Schloss Rabi                                        | Schloss Rabi mit der Schloss Kirche Hl. Dreieinigkeit, Ruinen und archäologische Spuren | 11767/4-3260 Info Katalog | weitere Bilder                                      |
| Rabí, Nordwesthang des Burghügels, Nr. 21 (Standort)                                    | Jüdischer Friedhof                                  | Barocker jüdischer Friedhof, an der äußeren Burgmauer gelegen, begrenzt durch eine steinerne Umfassungsmauer mit einem Tor. Es gibt 128 Grabsteine aus dem 18. Jahrhundert bis zum Beginn des 20. Jahrhunderts, die größtenteils aus weißem Kalkstein bestehen.                                                        | 15617/4-3263 Info Katalog | weitere Bilder                                      |
| Rabí, Nr. 1776/2, Hradčany (Standort)                                                   | Marterl                                             | Auf einem Prismensockel wurde eine Säule mit abgeschrägten Kanten errichtet, mit einer breiteren Kapellenerweiterung mit Nischen in den Wänden. Spätgotischer Schrein am Wegesrand aus der Zeit der Gründung der Stadt.                                                                                                | 46496/4-3273 Info Katalog | BW                                                  |
| Rabí, Rabí 13, Hauptplatz, Nordseite (Standort)                                         | Haus Nr. 13                                         | Haus mit Eingang zum Innenhof. Am Ende des Hofes eine jüngere Ziegelscheune. Gotisches Haus mit wertvoller klassizistischer Fassade. | 18144/4-3265 Info Katalog | Haus Nr. 13                                         |
| Rabí, Rabí 15, Hauptplatz, Nordseite (Standort)                                         | Rathaus                                             | Zweistöckiges öffentliches Stadtgebäude mit gestuftem Giebel, neoklassizistischen Seitengiebeln und Fassade aus dem Jahr 1865. Neoklassizistisches Rathaus aus dem frühen 19. Jahrhundert mit Gewölberäumen im Erdgeschoss mit klassizistischen Wirtschaftsgebäuden.                                                   | 24075/4-3264 Info Katalog | Rathaus                                             |
| Rabí, Rabí 48, Burgplatz, Nordseite (Standort)                                          | Haus Nr. 48                                         | Das dominierende Objekt gotischen Ursprungs wurde Ende des 15. Jahrhunderts erbaut. bald nach der Gründung der Stadt in das Verteidigungssystem der Mauern einbezogen. Das Gebäude stammt aus der ältesten Bauphase der Stadt. Im Zuge der Modernisierung verschlechterte sich das äußere Erscheinungsbild des Hauses. | 12191/4-4864 Info Katalog | Haus Nr. 48                                         |
| Rabí, Rabí 50, Nr. 89, zwischen Hauptplatz und Burgplatz, Südseite (Standort)           | Gehöft Nr. 50                                       | Zweistöckiges Stadthaus in abschüssigem Gelände, Fragmente des ursprünglichen Tors an der Ecke. Ursprünglich ein spätgotisches Stadthaus am Schlosstor, das im klassizistischen Stil an sein heutiges Erscheinungsbild angepasst wurde.                                                                                | 35499/4-3266 Info Katalog | Gehöft Nr. 50                                       |
| Rabí, Rabí 59, Hauptplatz, Südseite (Standort)                                          | Gehöft Nr. 59                                       | Klassisches Gehöft mit spätgotischem Kern. Zusammen mit den benachbarten Gehöften Nr. 60 und 67 bildet es ein malerisches Ensemble im südlichen Teil des Platzes. | 18065/4-3267 Info Katalog | Gehöft Nr. 59                                       |
| Rabí, Rabí 60, Hauptplatz, Südseite (Standort)                                          | Gehöft Nr. 60                                       | Klassisches Gehöft mit spätgotischem Kern. Zusammen mit den benachbarten Gehöften Nr. 59 und 67 bildet es ein malerisches Ensemble im südlichen Teil des Platzes. | 25747/4-3268 Info Katalog | Gehöft Nr. 60                                       |
| Rabí, Rabí 67, Hauptplatz, Südseite (Standort)                                          | Gehöft Nr. 67                                       | Klassisches Gehöft mit spätgotischem Kern. Zusammen mit den benachbarten Gehöften Nr. 59 und 60 bildet es ein malerisches Ensemble im südlichen Teil des Platzes. | 38706/4-3269 Info Katalog | Gehöft Nr. 67                                       |
| Rabí, Rabí 73, an der Südostecke des Hauptplatzes (Standort)                            | Haus Nr. 73                                         | Ursprünglich ein spätgotisches Haus aus der Zeit nach der Gründung der Stadt im Jahr 1499, Erweiterung des zweiten Stocks aus der Zeit des Übergangs von Barock zum Klassizismus. Barockes Stadthaus gotischen Ursprungs.                                                                                              | 45441/4-3270 Info Katalog | Haus Nr. 73                                         |
| Rabí, Rabí 85, Hauptplatz (Standort)                                                    | Haus Nr. 85, an der nordwestlichen Ecke des Platzes | Klassizistisches Eckhaus aus dem Jahr 1819 mit Volutengiebeln und dekorativer Fassade. Halbkreisförmiges Bogentor zum Innenhof mit einer gravierten Brüstung. Barockscheune im Hof. | 21769/4-3272 Info Katalog | Haus Nr. 85, an der nordwestlichen Ecke des Platzes |
| Rabí, Rabí 86, Burgplatz, Nordseite (Standort)                                          | Haus Nr. 86                                         | Haus spätgotischen Ursprungs, innerhalb der äußeren Stadtmauern gelegen. Wertvolles Zeugnis gut erhaltener barocker und klassizistischer Gebäude auf gotischem Fundament. | 12192/4-4865 Info Katalog | Haus Nr. 86                                         |
| Rabí, Rabí 89, auf der Westseite der Straße vom Hauptplatz nach Südwesten (Standort)    | Panský dvůr - ursprünglich Getreidespeicher         | Monumentales Gebäude mit gewölbten Nischen, Teil des ehemaligen Herrenhauses, ursprünglich als Getreidespeicher genutzt. Ein Beispiel für ein wertvolles barockes Bauernhaus mit einem wertvollen zweistöckigen Dach.                                                                                                  | 12193/4-4861 Info Katalog | Panský dvůr - ursprünglich Getreidespeicher         |
| Rabí, Rabí 102, Burgplatz, Nordseite (Standort)                                         | Jüdisches Gebetshaus                                | Eckhaus, hauptsächlich im Innenraum im klassizistischen Stil gestaltet. Das Haus ist eine wertvolle klassizistische Architektur auf gotischem Fundament, ein Beweis für die bauliche Entwicklung des Geländes. | 12194/4-4866 Info Katalog | weitere Bilder                                      |
| Rabí, Friedhof, im Osten des Ortes an der Landstraße II/169, Nr. 4, Nr. 1453 (Standort) | Kirche des Hl. Johannes von Nepomuk                 | Barocke Friedhofskirche St. Johannes von Nepomuk von 1785 an der Stelle eines älteren Gebäudes. | 27446/4-3262 Info Katalog | weitere Bilder                                      |
| Rabí, Hügel Líšná, westsüdwestlich der Ortschaft, Nr. 119 (Standort)                    | Kapelle Allerheiligen                               | Pilgerstätte, ursprünglich spätgotische rechteckige Kapelle mit dreieckigem Chor aus dem frühen 17. Jahrhundert. Objekt in einer beherrschenden Stellung über dem Dorf. | 32081/4-3582 Info Katalog | weitere Bilder                                      |

### Bojanovice
| Lage                                                                      | Objekt          | Beschreibung | ÚSKP-Nr.                  | Bild          |
| ------------------------------------------------------------------------- | --------------- | --- | ------------------------- | ------------- |
| Bojanovice, vor Nr. 45, Nr. 51 (Standort)                                 | Marterl         | Backsteinsäule von turmartiger Form mit niedrigem Zeltdach, ein Denkmal der Volksarchitektur aus der Wende vom 18. zum 19. Jahrhundert. | 36499/4-3275 Info Katalog | Marterl       |
| Bojanovice, östlich von Bojanovic, Nr. 238/4, 303/1, 327, 1280 (Standort) | Goldwaschgebiet | Eines der bedeutendsten Goldwaschgebiete in der Region, das in prähistorischer Zeit und im Mittelalter genutzt wurde, ist ein Beweis für die Gewinnung von Bodenschätzen (Gold) in der Vergangenheit.                                           | 30162/4-2898 Info Katalog | BW            |
| Bojanovice, Bojanovice 18, Dorfplatz (Standort)                           | Gehöft Nr. 18   | Ein Beispiel für ein Landgut aus der Mitte des 19. Jahrhunderts, das aus einem Wohngebäude mit angrenzenden Scheunen und Getreidespeicher besteht, das durch ein Tor mit dem Dorfplatz verbunden ist. Eine gemauerte Scheune am Ende des Hofes. | 20846/4-3276 Info Katalog | Gehöft Nr. 18 |
| Bojanovice, Dorfplatz, Nr. 1255/1 (Standort)                              | Kapellchen      | Eine kleine Dorfkapelle aus der Zeit vor der Mitte des 19. Jahrhunderts, neben einem Gedenkkreuz auf einem zylindrischen Granitschaft aus dem Jahr 1845.                                                                                        | 18814/4-3274 Info Katalog | Kapellchen    |

### Čepice
| Lage                                                                                                 | Objekt          | Beschreibung | ÚSKP-Nr.                  | Bild |
| --- | --------------- | --- | ------------------------- | ---- |
| Čepice, im östlichen Teil von Čepice nördlich vom Soldatenlager auf dem linken Ufer Otavy (Standort) | Goldwaschgebiet | Gebiet mit Spuren des Goldwaschens, archäologische Spuren. Umfangreiches Goldwaschgebiet, das in prähistorischen Zeiten (La Tène-Zeit) und im Hochmittelalter (14. Jahrhundert) wiederholt verwendet wurde. Hinter dem östlichen Rand von Čepice nördlich des Wassersportlagers am linken Ufer von Ota befindet sich ein ausgedehntes Seifenfeld mit einer Länge von ca. 1 km und einer Breite von ca. 200 m | 10335/4-4910 Info Katalog | BW   |